# Kiedy dzwoni nieznajomy (film 2006)
Kiedy dzwoni nieznajomy (ang. When a Stranger Calls) – amerykański filmowy thriller z 2006 roku, remake filmu Kiedy dzwoni nieznajomy z roku 1979. Film oparto na popularnej miejskiej legendzie o opiekunce do dzieci terroryzowanej przez psychopatycznego mordercę.

## Fabuła
Główna bohaterka, szesnastoletnia Jill Johnson, jest typową nastolatką – ma chłopaka, Bobby’ego, z którym wspólnie uczęszcza do liceum, jest także najlepszą w szkole biegaczką. Gdy drastycznie przekracza limit rozmów telefonicznych, zostaje wymierzona jej kara – decyzją rodziców, w dzień wyczekiwanej od dawna imprezy, zostaje ona zawieziona do pięknej górskiej rezydencji, gdzie ma pełnić rolę babysitterki i zajmować się dwójką dzieci państwa Mandrakis pod ich nieobecność.
Wszystko zapowiada się wprost idealnie: drzwi są zamknięte, alarm nastawiony, posiadłość kusi zamożnością, a dzieci śpią w swoich łózkach. Wkrótce jednak zaczyna rozbrzmiewać seria tajemniczych telefonów, których nadawcą jest nieznajomy mężczyzna. W dziwacznych okolicznościach znikają pokojówka Mandrakisów oraz przyjaciółka Jill, Tiffany, która odwiedza ją w domostwie na odludziu. Zaniepokojona sytuacją Jill nawiązuje kontakt z policją, niedługo potem zaś nadawca telefonów jawnie daje jej do zrozumienia, że znajduje się w pobliżu; stara się bowiem dowiedzieć, jak mają się dzieci.

## Obsada
- Camilla Belle – Jill Johnson
- Tommy Flanagan – nieznajomy
- Katie Cassidy – Tiffany Madison
- Tessa Thompson – Scarlet
- Brian Geraghty – Bobby
- David Denman – oficer Burroughs
- Derek de Lint – dr. Tim Mandrakis
- Kate Jennings Grant – Kelly Mandrakis
- Clark Gregg – Ben Johnson, ojciec Jill
- Rosine „Ace” Hatem – Rosa Ramirez
- Arthur Young – Will Mandrakis
- Madeline Carroll – Allison Mandrakis
- Lance Henriksen – głos nieznajomego
- Steve Eastin – detektyw Hines
- John Bobek – oficer Lewis
- Kevin Wethington – Dennis Sheller
- Brad Surosky – książkowy dzieciak
- Molly Bryant – mama
- Owen Smith – oficer Kriegs

## Produkcja
Film powstał przy budżecie piętnastu milionów dolarów. Zdjęcia doń rozpoczęły się 25 lipca 2005 roku, a lokacje atelierowe obejmowały miejscowości stanu Kalifornia: Culver City, Los Angeles, Signal Hill i Running Springs.

## Światowa dystrybucja
Film, którego budżet nie przekraczał piętnastu milionów dolarów, na całym świecie zainkasował ze sprzedaży biletów 66,9 mln $.
Alternatywne tytuły filmu w innych państwach:
- Niemcy: Unbekannter Anrufer
- Meksyk/Kolumbia/Wenezuela/Ekwador: Cuando un extraño llama
- Hiszpania: Cuando Llama Un Extraño
- Francja: Terreur Sur La Ligne
- Finlandia: Kun tuntematon soittaa
- Włochy: Chiamata da uno sconosciuto
- Portugalia: Chamada de um estranho
- Brazylia: Quando um estranho chama
- Serbia: Kad stranac pozove
- Wietnam: Khi người lạ gọi điện
- Izrael: כשזר מתקשר/KsheZar Mitkasher
- Węgry: Ismeretlen hívás
- Rumunia: Apel misterios
- Grecja: Κραυγές Αγωνίας, Krawges Agonias